# Matt Hemingway
Matthew (Matt) Hemingway (San Pedro, 24 oktober 1972) is een Amerikaanse hoogspringer. Hij nam eenmaal deel aan de Olympische Spelen en won bij die gelegenheid een zilveren medaille.

## Loopbaan
Hemingway studeerde af in 1996 aan de Universiteit van Arkansas. Zijn beste atletiekprestatie tijdens zijn studie is het behalen van een zilveren medaille op de NCAA-kampioenschappen in 1996.
Zijn belangrijkste prestatie leverde hij in 2004. Op de Olympische Spelen van Athene won hij bij het hoogspringen een zilveren medaille met een hoogte van 2,34 m achter de Zweed Stefan Holm (goud) en de Tsjech Jaroslav Bába (brons). Op de wereldkampioenschappen van 2005 in Helsinki kwalificeerde hij zich voor de finale met 2,27. In die finale werd hij teleurstellend elfde met 2,20.
Zijn grootvader was de neef van Ernest Hemingway, de Nobelprijswinnaar voor de literatuur. Zijn favoriete training is het spelen van basketbal en rennen door de heuvels met de hond.

## Titels
- Amerikaans kampioen hoogspringen - 2005
- Amerikaans indoorkampioen hoogspringen - 2000

## Persoonlijke records
| Onderdeel              | Prestatie | Datum        | Plaats  |
| ---------------------- | --------- | ------------ | ------- |
| hoogspringen (outdoor) | 2,34 m    | 10 mei 2003  | Modesto |
| hoogspringen (indoor)  | 2,38 m    | 4 maart 2000 | Atlanta |

## Palmares

### hoogspringen
- 2002: 7e Grand Prix Finale - 2,25 m
- 2003: 12e WK - 2,25 m
- 2003: 8e Wereldatletiekfinale - 2,23 m
- 2004:  OS - 2,34 m
- 2004: 6e Wereldatletiekfinale - 2,23 m
- 2005: 11e WK - 2,20 m